# 上证380指數
上海证券交易所380股价指数（简称上证380指数、上证380，英文SSE 380 Index），指数代码为上交所：000009，是上海证券交易所主要的成分指数之一，由380家规模适中、成长性好、盈利能力强公司组成，指数编制目的是反映上交所新兴蓝筹公司的整体表现。
上证380指数于2010年11月29日正式开始对外发布，与上证180指数、上证50指数不同，上证380指数定位于中盘股指数，面向的是中等规模市值的股票，由交易活跃、有增长潜力的股票构成，能够代表市场中中等规模股票的整体表现。

## 样本股标准
上证380指数的样本股从上证180指数#选取标准剔除下列股票后的所有沪市A股组成：
- 上证180指数样本股
- 最新一期财务报告中未分配利润为负的公司
- 成立5年以上且最近五年未派发现金红利或送股的公司